# Neopsylla democratica
Neopsylla democratica är en loppart som beskrevs av Wagner 1926. Neopsylla democratica ingår i släktet Neopsylla och familjen mullvadsloppor. Inga underarter finns listade i Catalogue of Life.